# Svenska mästerskapen i fälttävlan 2002
Svenska mästerskapen i fälttävlan 2002 avgjordes i Baldersnäs. Tävlingen var den 52:e upplagan av Svenska mästerskapen i fälttävlan.

## Resultat
| Placering | Ryttare          | Häst                 |
| --------- | ---------------- | -------------------- |
| 1         | Anna Hassö       | Son of a Bitch       |
| 2         | Piia Pantsu      | Ypäja Karuso         |
| 3         | Katrin Norling   | Beatrice af Tollstad |
| 4         | Johan Lundin     | Major Tom            |
| 5         | Magnus Gällerdal | Keymaster            |
| 6         | Anna Öhlund      | Caligula             |